# Дипломация
Дипломация е изкуството и практиката на провеждане на преговори между представители на групи или държави. Обикновено се отнася до международната дипломация, ръководенето на международни отношения чрез посредничеството на дипломати по отношение на теми като поддържане на мира и създаване на условия за мир, търговия, война, икономика, култура, околна среда и права на човека. Международните договори са обикновено споразумение между дипломатите преди да бъдат подкрепени от националните политици. В неформален или социален смисъл, дипломацията е приложението на такт за постигането на стратегическо предимство или за намирането на взаимноприемливи решения за общи предизвикателства, като основно това се постига чрез изразяването на позиция в неконфронтационен, учтив и уважителен маниер. В политически смисъл дипломацията е политическа активност, която осигурява постигането на външнополитическите намерения и цели на държавите.
Дипломатиката е историческа дисциплина, изучаваща стари документи, и в този смисъл е от значение за дипломацията.

## Определения
За термина дипломация съществуват различни определения. Според Жан Сере и Джон Ууд, дипломацията е „изкуството да се разрешават международни разногласия с мирни средства“. Според Г. Никълсън това е „осъществяване на международните отношения посредством преговори“.
Едно приемливо определение гласи, че дипломацията е изкуството и практиката да се водят преговори между упълномощени представители на различни групи или нации от страна на дипломати. Терминът се отнася най-вече до международната дипломация, тоест за междудържавните отношения, с които се договарят осигуряването на мира, културен, търговски и стопански обмен и разрешаването на конфликти.
Същевременно, този термин предполага преговори или осъществяване на контакт между две или повече групи по даден повод. „Дипломатическото“ поведение в случая е готовността да се направи компромис и желанието да се удовлетворят желанията и гледните точки на всяка от групите.

## История

### Античност
Дипломацията има изключително дълга история. Зачатъци на дипломация можем да се видят още в родовообщинния строй. Още тогава са налице форми на преговори. За същинско формиране на дипломацията като обществена институция обаче може да се говори само след появата на държавите.
Някои от най-ранните записи са дипломатическите писма, писани между фараоните на осемнадесетата династия на Египет и владетелите на Ханаан по време на 14 век пр.н.е. След битката при Кадеш през 1274 г. пр.н.е. по време на деветнадесетата династия, фараонът на Египет и владетелят на хетската империя постигат едно от първите известни мирни споразумения, от което оцеляват фрагменти от каменна плоча.
Дипломатически дейности могат да се открият в периода на съществуване на древногръцките градове-държави (полиси). Там могат да се срещнат и посолства и преговори и дори международни конференции. През този период се сключват както отбранителни, така и настъпателни съюзи, често скрепявани с договори.
Гръцките градове-държави често изпращат посланици, които да преговарят за специфични проблеми, като война и мир или търговски връзки, но няма дипломатически представители, които да представят една страна на територията на друга. Въпреки това, някои от функциите на съвременните дипломатически представители са създадени именно в Древна Гърция.
Интересна и своеобразна институция е възникналата в древна Гърция институция „проксений“ (гостоприемство). Като „проксен“ обикновено се изявява един от жителите на приемащия полис. Той оказва гостоприемство на жителите на другия полис и техните представители, като посредничи между тях и властите на своя град. Проксените често участват и при воденето на преговори. Те са дълбоко уважавани от жителите на полиса, на когото оказват услуги.
В Древния Рим, външнополитическите дела са ръководени от Сената, а след централизирането на държавната власт, ръководството се упражнява от императора, с помощта на личната му канцелария.
В античните времена, и в Изтока, и в Гърция и в Рим, са използвани дипломатически средства като сключване на междудържавни договори, сключване на съюзи, обмен на дипломатически преписки. Най-богатата такава преписка, достигнала до наши дни, е т.нар. ел-амаринска преписка, взела името на Амарна – местността в Среден Египет, където е открита. Водена е на глинени плочки (тогава още не била известна технологията на производство на хартия) и представлява кореспонденцията между фараона и владетелите на други държави.
Институцията посланик също възниква в дълбоката древност. В периода на съществуването на древногръцките градове-държави, конфликтите често се решават още преди да избухнат, с помощта на „посланици“ – старейшини или вестоносци. Посланиците са избирани сред най-уважаваните граждани. Те съставят свое „посолство“, членовете на което са равноправни. По-късно възниква обичая да бъде избиран ръководител – глава на мисията. На посланика са връчвани две свързани, намазани с восък дъсчици, наричани „диплома“, в която е изписвана задачата на посланика и която е първообраз на сегашните акредитиращи писма. От тази гръцка дума „диплома“ произхожда днешната дума „дипломация“.
Тогавашните посланици обикновено имат конкретна, временна задача. Постоянен статут тази институция получава по-късно. Интересното е, че и тогава личността на посланика е считана за неприкосновена и това правило е съблюдавано навсякъде. В Рим, например, се приемат посланици дори от враждебни държави, макар и отношението към тях да е по-различно, отколкото към представителите на приятелски държави. Личността на посланиците обаче се счита за свещена. По отношение на методите, ползвани в дипломацията, то от древността до днес основен си остават преговорите – двустранни и многостранни.
Древна Индия, с нейните царства и династии, има дълга традиция в дипломацията. Древноиндийският политически и икономически трактат „Артхашастра“ се приписва на Чанакя, който е главният съветник на Чандрагупта Мауря, основател на династията Мауря, управлявала през 3 век пр.н.е. „Артхашастра“ е изцяло произведение на изкуството на царството. В него се използва теорията на дипломацията, както при ситуация на взаимно оспорване на царства, така и за създаване на съюзи от царя. През този период, изпратените посланици в двора на друго царство пребивават продължително време, а „Артхашастра“ съдържа съвети за поведението на депутатите, включително и предложения като това, че „трябва да спи сам“.
Един от най-ранните специалисти в международните отношения е Сун Дзъ (496 г. пр.н.е.), автор на книгата „Изкуството на войната“. Той живее по време, когато съперничещите си държави започват да обръщат все по-малко внимание на традиционното уважение към монарсите от династията Джоу (1050 – 256 г. пр.н.е.). Въпреки това, за всяка воюваща държава е необходимо използването на дипломация за създаването на съюзници и подписване на мирни договори.
От битката при Баиден (200 г. пр.н.е.) до битката при двореца Маи, династията Хан е принудена да подкрепя съюза с могъщите номади хунну от севера, водени от Маодун, чрез сключване на бракове и заплащане на огромни суми като данък (в коприна, платаве, зърнени храни и други хранителни продукти). През 162 г. пр.н.е. между тях е сключено споразумение, което гласи, че всичко, което е на север от Великата стена, принадлежи на номадските племена, докато земите южно от стената принадлежат на народа хан. Договорът е подновяван не по-малко от девет пъти, но не ограничава през годините някои водачи на хунну да проникват отвъд границите на Хан.

### Средновековие
Способността да се извършва дипломация е един от определящите признаци на държавата. През по-голямата част от човешката история, включително Античността, дипломатите са изпращани само за специални преговори и веднага се завръщат в страната си, след като приключат мисията. Обикновено дипломатите са роднини на управляващата фамилия или са с висок ранг, за да има легитимност при преговорите с други държави.
Едно от първите изключения е връзката между папата и византийския император. Пратениците на папата, наречени „апокрисиари“ (дипломатически представители по време на Античността и Ранното Средновековие), са с постоянно местожителство в Константинопол. Въпреки това, след 8 век, конфликтите между папата и императора довеждат до нарушаване на изключително близките връзки.
Дейвид Якоби отбелязва, че в рамките на дипломатическите отношения е прието „византийските императори и мюсюлманските владетели, особено Абасиди и Фатимиди, както и мюсюлманските владетели помежду си, да обменят ценни подаръци, с които се опитват да впечатлят или превишават по щедрост другия владетел.“. В контекста на търговията на коприна в културния обмен между Византия, исляма и Латинският запад: търговци, придружени от емисари, често пътуват с търговски кораби. По-късно, английският авантюрист и търговец Антъни Шерли убеждава персийския владетел да изпрати първото персийско посолство в Европа (1599 – 1602).
Произхода на раната модерна дипломация често се търси в страните от Северна Италия от Ранния Ренесанс, със създаването на първите посолства през 13 век. Милано играе водеща роля, особено Франческо Сфорца, който установява постоянни посолства в други градове-държави в Северна Италия. Тоскана и Венеция също са центрове, в които дипломацията процъфтява от 14 век. Много от съвременните дипломатически практики започват точно на Апенинския полуостров, каквато например е предоставянето на акредитиви на посланиците до владетеля.
Тези практики постепенно се разширяват от Италия в други европейски държави. Милано е първият град, който изпраща представители във френския двор през 1455 г. Въпреки това, Милано отказва гостоприемство на френските представители поради страх от шпионаж и това, че френските представители ще участват във вътрешните работи на града. Скоро след това, големите европейски сили започват да разменят представители. До края на 16 век, постоянните посолства стават обичайни. Въпреки това, императорите на Свещената Римска империя често не изпращат постоянни посланици, защото те не могат да „защитават интересите на всички немски принцове“ (които на теория са поданици на императора, но на практика всеки от тях е независим).
През 1648 г., след края на Тридесетгодишната война, Вестфалският мирен договор урежда определени норми на междудържавни отношения.
През този период допълнително се развиват правилата на съвременната дипломация. Най-високият ранг на представител е посланик. Той е благородник, а рангът му варира от престижа на държавата, в която е назначен. Стандартите за посланиците по това време изискват те да имат големи имения, да са домакини на забави и да играят важна роля в придворния живот на държавата-домакин. В Рим например, назначените за католически посланици френски и испански представители, имат ескорт до 100 души.
Посланиците и благородниците с малко опит в чужбина имат нужда да бъдат подпомагани от служители в посолството. Такива служители са изпращани на дългосрочни задачи и имат повече познания за страната-домакин. Персоналът на една средновековно посолство включва служители от всякакви професии, включително и някои, които са посветени на шпионаж. Необходимостта от квалифицирани кадри в посолствата се запълва с възпитаници на университетите и това довежда до увеличаване на броя на хората, които изучават международно право, съвременни езици и история в университетите в Европа.
Същевременно в почти всички европейски държави са основани министерства, които да координират работата на посолствата и нивото на кадрите. Формата на тези външни министерства е далече от съвременната им форма, и много от тях имат и други вътрешни функции. Във Великобритания например има две министерства, чиято работа често се припокрива до 1872 г. Франция, която през осемдесетте години на 18 век има най-голямото външно министерство, тогава има само 70 постоянни служители.
Елементите на съвременната дипломация бавно се разширяват към Източна Европа и Русия. Цялата средновековна подредба на международните отношения е прекъсната от Френската революция и последващите години на войни. След революцията, дори и обикновени хора, издигнати от революционните армии, започват да поемат контрола върху дипломацията на френската държава. Премахнати са ранговете. Наполеон отказва да признае дипломатическия имунитет на няколко британски дипломати, обвинени в извършване на интриги срещу Франция.
Дипломатическите връзки получават своя разцвет през 18 и 19 век. На Виенския конгрес през 1815 г. представители на много европейски държави се договарят за дейността на дипломатическите представителства и старшинството на техните ръководители. През 1818 г. с Аахенския протокол се доуточняват някои функции на представителствата.

### Съвременност
Понастоящем е в сила международен документ, който по-подробно и с отчитане на дипломатическата практика определя дипломатическите отношения. Документът е подписан през 1961 г. във Виена и се нарича Виенска конвенция за дипломатическите отношения.

## Дипломатически отношения
Дипломатическите отношения са основна форма за поддържане на отношения между различните държави, автономни международни институции и други международни организации с висок ранг.
Дипломатическите отношения се основават на нормите на международното право и практика и се създават, респ. поддържат, с поддържане на мира, световната и регионалната сигурност, както и за дружески отношения между държавите.
На основание на Виенската конвенция за дипломатическите отношения (1961 г.), установяването им става по взаимно съгласие между съответните държави и се предшества най-често от фактическото и юридическото взаимно признаване на двете държавата, респ. техните правителства.
Редът за установяване на дипломатически отношения включва:
- предварителни преговори – между представители на заинтересованите държави или с участието на посредници, по време на които се договаря включително нивото на дипломатическите отношения;
- след постигане на съгласие става обмен на нотаноти между държавните глави, правителствата и министерствата на външните работи на двете страни;
- страните акредитират свой официален представител, който да оглави съответната мисия – посланик, консул и др.

## Основни понятия
Събирателния термин за дипломатите на една държава в друга е дипломатическо представителство, най-високият ранг в тази група е посланик, съответно за представител на Ватикана – апостолически нунций. Дипломатическа мисия, водена от посланик, се нарича посолство. Посланиците са официалните представители и говорители на изпратилата ги държава или организация (например, ООН) пред приемащата страна. Всички дипломати, от различни страни, намиращи се в дадена държава, се наричат дипломатически корпус (corps diplomatique), поради което отличителният знак на моторните превозни средства на дипломатите в цял свят е „CD“.

### Дипломатически имунитет
Свещената роля на дипломатите се спазва отдавна. Тя става известна като „дипломатически имунитет“. Въпреки това, има много случаи когато са били убивани дипломати, и на това обикновено се гледа като сериозно нарушение. Монголците на Чингис Хан са известни във връзка с настояването за спазване правата на дипломатите, тъй като предвиждат отмъщение на всяка държава, която наруши тези права. Дипломатическите права са установени в средата на 17 век в Европа, и се разпростират по света. Те стават официални с Виенската конвенция за дипломатическите отношения от 1961 г., която защитава дипломатите, докато изпълняват дипломатическа мисия. Ако дипломат наистина извърши тежко престъпление в страната-домакин, той може да бъде обявен за „персона нон грата“ (нежелан човек). Но тези дипломати често са съдени в родните им страни.
Често на дипломатическите отношения се гледа като на неприкосновени и на дипломатите дълго време е позволявано да пренасят документи през границите, без да бъдат претърсвани.
По време на враждебни отношения, дипломатите често се изтеглят от страната заради личната им сигурност, както и в случаи, когато страната-домакин е приятелски настроена, но в нея има опасност от вътрешни размирици. Посланиците и другите дипломати често са отзовавани периодично от техните страни като начин за изразяване на недоволство от страната-домакин.

### Дипломатическо признаване
Дипломатическо признаване е важен фактор при определянето дали една нация е независима държава. Да бъде призната една държава често е трудно, дори и за държави, които са напълно суверенни. Днес съществуват множество независими държави без широко разпространено дипломатическо признание, например Република Китай (Тайван). От седемдесетте години на миналия век, повечето страни спират признаването на отделен Тайван като Република Китай, след настояване от страна на Народна Република Китай. Днес Съединените щати и други държави поддържат де факто неформални отношения чрез посолства, изпратени в страната и именумани например като Американски институт в Тайван. Същото е и с външните „де факто“ посолства на Тайван, които са известни като Служба за икономическо и културно представителство на Тайпе.
Палестинската автономия има свои дипломати, но палестинските представители в повечето западни държави нямат дипломатически имунитет и мисиите им са известни като Генерални делегации.
Други региони, които настояват за независимост към началото на 21 век, са: Косово, Абхазия, Приднестровието, Сомалиленд, Южна Осетия, Нагорни Карабах и Турската република в Северен Кипър.

## Методи на дипломацията
- официални и неофициални (без вратовръзки) посещения и преговори на най-високо (държавни ръководители) и високо ниво;
- дипломатически конгреси, конференции, съвещания и срещи;
- подготовка и сключване на двустранни и многостранни международни договори и други дипломатически документи;
- участие в международни организации и техните органи;
- постоянно представителство на държавата в държава-приемник, посредством посолства и мисии;
- дипломатическа кореспонденция;
- публикуване на дипломатически документи;
- публикации в средствата за масово осведомяване на позицията на правителството по различни въпроси.

Международното право забранява намесата на дипломатическите представители във вътрешните работи на страната-приемник.
Органите и отговорните лица, намиращи се на дипломатическа служба, се ползват в страната-приемник с общопризнатите права и дипломатически привилегии (имунитет и неприкосновеност на дипломатическия персонал и помещенията, право на шифрована и дипломатическа закрита свръзка с изпращащата страна, право да се издига националното знаме на държавата, митнически привилегии и др.).

## Форми
Най-простата и най-старата форма на дипломацията е билатералната (двустранна) – тоест дипломация между две страни. Съществуват и тристранна и многостранна дипломация, когато множество държави преговарят, опитвайки се да постигнат единен, удовлетворяващ ги резултат. В противовес на тези форми е унилатеризмът, при който една държава се съобразява само със собствените си интереси, без да държи сметка за мнението на останалите нации.

## Дипломатически контакт
Дипломатически контакт се осъществява между различни нации посредством контакта например на едно посолство с правителството или в рамките на дипломатически форум. Значими форуми на дипломацията са ООН, Европейския съюз (ЕС) и др.

## Особености
Дипломацията навсякъде функционира на базата на вербалното чувство за такт, което допринася да се обсъждат фактите по същество.

## Дипломатически решаване на проблеми
По отношение на решаването на дипломатически проблеми и спорове, с течение на времето еволюират различни процеси и процедури.

### Арбитраж и посредничество
Понякога нациите, когато имат нужда от разрешаване на специфичен проблем, разчитат на международен арбитраж. В по-голямата част от историята не е имало служители или официални процедури за такива проблеми. Понякога това става под формата на официален арбитраж и посредничество. В такъв случай се призовава комисия, която да изслуша всички страни и да се постигне присъда въз основа на международното право. В съвременната епоха, голяма част от тази работа често е провеждана от Международния съд в Хага, или други официални комисии, агенции и трибунали, които работят за ООН. Пример за това е договора Хей-Хърбърт, осъществено международно посредничество, след като САЩ и Великобритания повеждат спор във връзка с американско-канадската граница.

### Конференции
В други случаи, решаване на проблеми става чрез свикването на международни конференции. В такива случаи има няколко основни правила и международното право се прилага в по-малка степен. Въпреки това, от участниците се очаква да спазват принципите на международното право и протокол.
Някои примери за такива конференции са:
- Конгреса от Виена (1815 г.) – след като Наполеон е победен, съществуват редица дипломатически въпроси, които тепърва трябва да се решат. Между тях са картата на Европа, политическите и националистическите претенции за различни етнически групи и националности, които искат да имат определена политическа автономия, и решаване на различни искания от европейските сили.
- Берлинският конгрес (13 юни-13 юли 1878 г.)

### Преговори
Понякога нациите свикват официални преговори, за да решат проблем или спор между различни държави, които са страни по даден спор. Те могат да приличат на конференциите, той като технически не съществуват установени правила или процедури. Въпреки това, съществуват общи принципи и прецеденти, които могат да спомогнат за тези процедури. Някои примери са:
- Споразумението от Кемп Дейвид от 1978 г. на преговори, свикани от американския президент Джими Картър. Целта им е да се постигне съгласие между израелския премиер Менахем Бегин и египетският президент Ануар Садат. След няколкоседмично договаряне е постигнато споразумение, което по-късно довежда до израелско-египетския мирен договор през 1979 г.
- Договорът от Портсмут, при който президентът Теодор Рузвелт събира пратеници от Русия и Япония да решат руско-японската война. Личното усилие на Рузвелт разрешава конфликта и му помага да получи Нобелова награда за мир.

## Дипломация и шпионаж
Дипломацията и шпионажа или събирането на информация са тясно свързани. Посолствата са изходен пункт както за дипломати, така и за шпиони. Част от задълженията на дипломатите е да събират информация за страната на местопребиваване с всички разрешени от местните закони средства. Така например, задачите на военния аташе в дипломатическата мисия включват събирането на информация за въоръжените сили на страната. Тези му задачи не са тайна и във връзка с тях страната-домакин дори го кани да присъства на военни паради, учения и др. Има обаче и прикрити шпиони, които използват дейността си в посолството като прикритие за истинските си задачи – да осъществяват контакти, да вербуват информатори и да събират информация. В екстремни ситуации дори може да им се възложат задачи по подкрепяне на противниците на действащия в страната режим или извършване на саботажни действия.
Събираната чрез шпионаж информация винаги е играла изключително важна роля в дипломацията. Контролът на въоръженията, например, едва ли е възможен без сателитно разузнаване и данни от агентура. Събраната по този начин информация е полезна както при търговските преговори, така и при защитата на националните интереси.

## Неофициална дипломация
Неофициалната дипломация от векове се използва за комуникация между държавите. Повечето дипломати работят, за да вербуват хора от други нации, които биха могли да осигурят достъп до неформалните лидери на държавата. В някои случаи, като например установяването на връзки между Съединените щати и Народна република Китай, голяма част от дипломацията е извършена чрез полуформални канали, използвайки събеседници като академичните членове и политически институти. Това се случва и при ситуации, когато дадено правителството иска да изрази намерение или да предложи метод за решаване на дипломатически ситуации, но не иска да изрази официална позиция.
Неофициалната дипломация е специфичен вид неформална дипломация, при която неслужебните лица (учени, пенсионирани граждански и военни служители, общественици, социални активисти) се ангажират в диалог с цел разрешаване на конфликти или изграждане на доверие.

## Културна дипломация
Културната е част от дипломатическите отношения. Тя има за цел нови начини за правенена дипломация чрез включване на нови неправителствени и непрофесионални личности при процеса. В рамките на глобализацията, културата играе важна роля в определянето на идентичността и в отношенията между хората. Джоузеф Най подчертава важността на непрякото влияние върху другата страна, освен пресилените мерки. Когато се провали класическата дипломация, подобна дипломация може да помогне да се заличат разликите между различните култури. Културната дипломация е предмет на академични изследвания в Съединените щати и Европа.

### Дипломация на малките държави
Дипломацията на малките държави получава все по-голямо внимание в дипломатическите изследвания и международните отношения. Малките държави са особено засегнати от развитието на процеси като климатичните промени, осигуряване на вода и промени в глобалната икономика. Дипломацията е основният двигател, с който малките държави са в състояние да гарантират, че техните цели ще бъдат разгледани на международната сцена. Макар че имат на разположение ограничени ресурси, прилагането на ефективна дипломация понякога е единственият възможен начин за малките държави.

## Прочути дипломати
- Николо Макиавели: остава в историята си с двуличието си, наречено "макиавелизъм". Смятан за "баща" на модерната политология.[2] Изповядва виждането за прагматична политика, основана на дистанцираност от събитята. През 1512 написва книгата "Владетелят" в която разкрива вижданията си за изкуството на управлението на властта.
- Кардинал Ришельо: „Целта оправдава средствата“ 1648 г.
- Талейран: смятан за най-големия дипломат на всички времена и постигнал най-големия си успех на Виенския конгрес през 1815 г.
- Метерних: създател на „Свещения съюз“ между Австрия, Германия и Русия през 1815.
- Бисмарк: известен с политиката си срещу Австрия (1866 и политиката на обединение на Германия).
- Хенри Кисинджър: известен с края на войната срещу Виетнам през 1973 г.